# Cahuita
Cahuita es un distrito del cantón de Talamanca, en la provincia de Limón, de Costa Rica.
En el distrito se ubica el parque nacional Cahuita, importante zona de conservación natural y destino turístico, así como el pueblo de Puerto Viejo de Talamanca.

## Historia
Cahuita fue creado el 19 de febrero de 1970 por medio de Decreto Ejecutivo 13.

## Geografía
Cahuita cuenta con un área de 234,07 km² y una altitud media de 4 m s. n. m.

## Demografía
Para el año 2022, Cahuita cuenta con una población estimada de 13 463 habitantes, y para el último censo efectuado, en 2011, Cahuita contaba con una población de 8293 habitantes.

## Localidades
- Poblados: Buenavista (Katuir), Bordón, Carbón, Carbón 1, Carbón 2, Catarata, Cocles, Comadre, Dindirí, Gibraltar, Hone Creek, Hotel Creek, Kekoldi, Limonal, Manzanillo, Mile Creek, Patiño, Playa Chiquita, Puerto Viejo, Punta Caliente, Punta Cocles, Punta Mona, Punta Uva, Tuba Creek (parte).

## Transporte

### Carreteras
Al distrito lo atraviesan las siguientes rutas nacionales de carretera:
- Ruta nacional 36
- Ruta nacional 256